# 40M Turán
A 40M Turán második világháborús magyar közepes harckocsi, amely 1941–1944 között volt szolgálatban. A II. világháború alatt a Magyar Királyi Honvédség harckocsi állományának gerincét képezte. Turán 40 vagy Turán I néven is ismert.
Az eredetileg Škoda T–21 típusjelzésű harckocsi tervei 1938–1939-ben Csehszlovákiában készültek az LT–35 könnyű harckocsi bázisán. Megerősített páncélzatú változatát 1940 májusában mutatták be Plzeňben egy licencben gyártható harckocsitípus után érdeklődő magyar küldöttségnek. Az év júniusában és júliusában további teszteket végeztek Magyarországon, melyek a licencszerződés augusztusi aláírásához vezettek. A magyar mérnökök a tornyot német javaslatra 2 személyesről 3 személyesre alakították át és módosítottak a fegyverzetén. Az eredeti 47 mm-es harckocsiágyút 40 mm-esre cserélték, és a lövegcsővel párhuzamosított 7,9 mm-es géppuska helyett magyar gyártmányú 8 mm-es Gebauer-géppuskát építettek be. A páncélvédettség fokozására növelték a páncélvastagságot.
A harckocsiból 1940 szeptemberében a honvédség 230 db-ot rendelt. A gyártás októberben kezdődött el, és több üzemben folyt. A sorozatgyártású példányok üzemeltetése során derült fény a konstrukció további hibáira. A páncélvédettség és a torony méretének növelése miatt keletkezett tömegnövekedés ellensúlyozására az eredeti 180 kW-os (240 LE) Škoda-motort 195 kW-os (260 LE) Weiss Manfréd V–8H típusúra cserélték. Emellett 200 további különféle módosítást végeztek a konstrukción. A módosított változat prototípusa 1941 júniusára készült el, a Honvédelmi Minisztérium pedig szeptemberben további 309 db-ot rendelt. Ebből azonban csak 55 db készült el, mert a 40 mm-es löveg nem biztosított megfelelő tűzerőt, és a harckocsi hátrányos tulajdonságai gátolták a hatékony alkalmazását. Gyakran hibásodott meg,  emiatt karbantartás-igényes harckocsi volt, csak szakképzett szerelők mellett lehetett eredményesen alkalmazni.
A harci tapasztalatok alapján egyértelművé váltak a hátrányos tulajdonságai, ezért már 1941-ben döntés született egy nagyobb tűzerejű harckocsi kifejlesztéséről. Az új típus a 41M Turán lett.

## Változatok
| T-21 és a Turán harckocsik változatai     |                          |                                     |                                     |                                     |
|                                           | T-21                     | Turán I                             | Turán II                            | Turán III                           |
| Méretek                                   |                          |                                     |                                     |                                     |
| Hosszúság fegyverzettel (m)               | 5,50                     | 5,50                                | 5,50                                | n / a                               |
| Szélesség (m)                             | 2,35                     | 2,44                                | 2,44                                | 2,44                                |
| Magasság (m)                              | 2,39                     | 2,39                                | 2,43                                | n / a                               |
| Harci súly (t)                            | 16,7                     | 18,2                                | 19,2                                | körülbelül 23                       |
| Kezelők száma, fő                         | 4                        | 5                                   | 5                                   | 5                                   |
| Páncélzat                                 |                          |                                     |                                     |                                     |
| Test elöl (mm)                            | 30                       | 50—60                               | 50—60                               | 80                                  |
| Test oldalt (mm)                          | 25                       | 25                                  | 25                                  | 25                                  |
| Torony elöl (mm)                          | 30                       | 50—60                               | 50—60                               | 80                                  |
| Tető (mm)                                 | 10                       | 8—25                                | 8—25                                | 8—25                                |
| Test alul (mm)                            | 10                       | 14                                  | 14                                  | 14                                  |
| Fegyverzet                                |                          |                                     |                                     |                                     |
| Ágyú                                      | 47 mm A9                 | 40 mm 41.M                          | 75 mm 41.M                          | 75 mm 43.M                          |
| Géppuskák                                 | 2 × 7,92 mm              | 2 × 8 mm                            | 2 × 8 mm                            | 2 × 8 mm                            |
| Lőszer, Tüzérségi lövedék/Géppuska lőszer | n / a                    | 101 / 1800                          | 56 / 1800                           | n / a                               |
| Mobilitás                                 |                          |                                     |                                     |                                     |
| Motor                                     | 240 Le Škoda benzinmotor | 260 Le 8 hengeres Turán benzinmotor | 260 Le 8 hengeres Turán benzinmotor | 260 Le 8 hengeres Turán benzinmotor |
| Fajlagos teljesítmény (le/t)              | 14,5                     | 14,3                                | 13,5                                | körülbelül 11,3                     |
| Legnagyobb sebesség úton (km/h)           | 50                       | 47                                  | 43                                  | n / a                               |
| Hatótávolság (km)                         | n / a                    | 165                                 | 150                                 | n / a                               |
| Fajlagos talajnyomás (kg/cm²)             | 0,58                     | 0,61                                | 0,69                                | n / a                               |

## Galéria

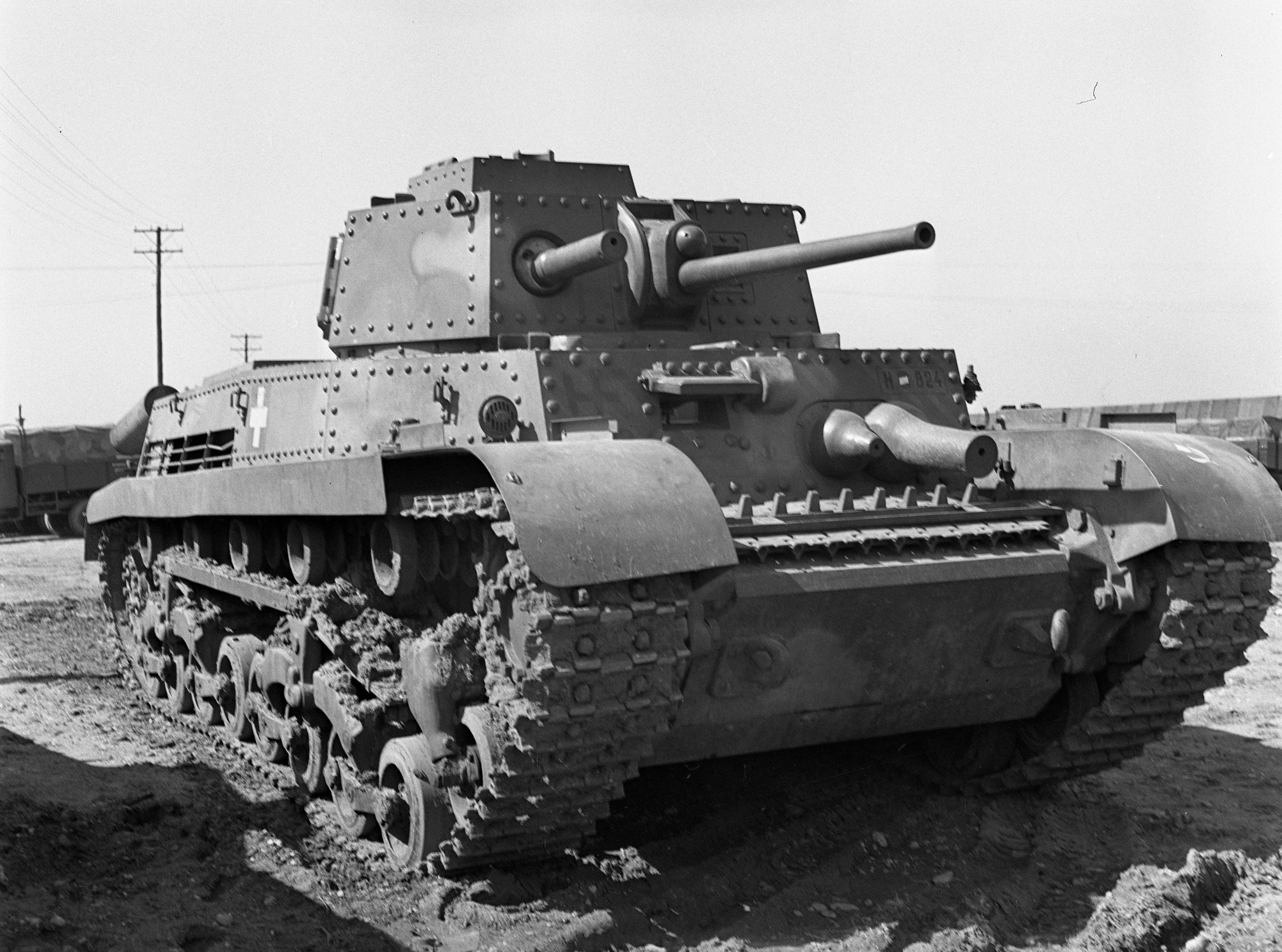
Turán I a Magyar Királyi Honvéd gépkocsiszertár udvarán. (Budapest, Mátyásföld)
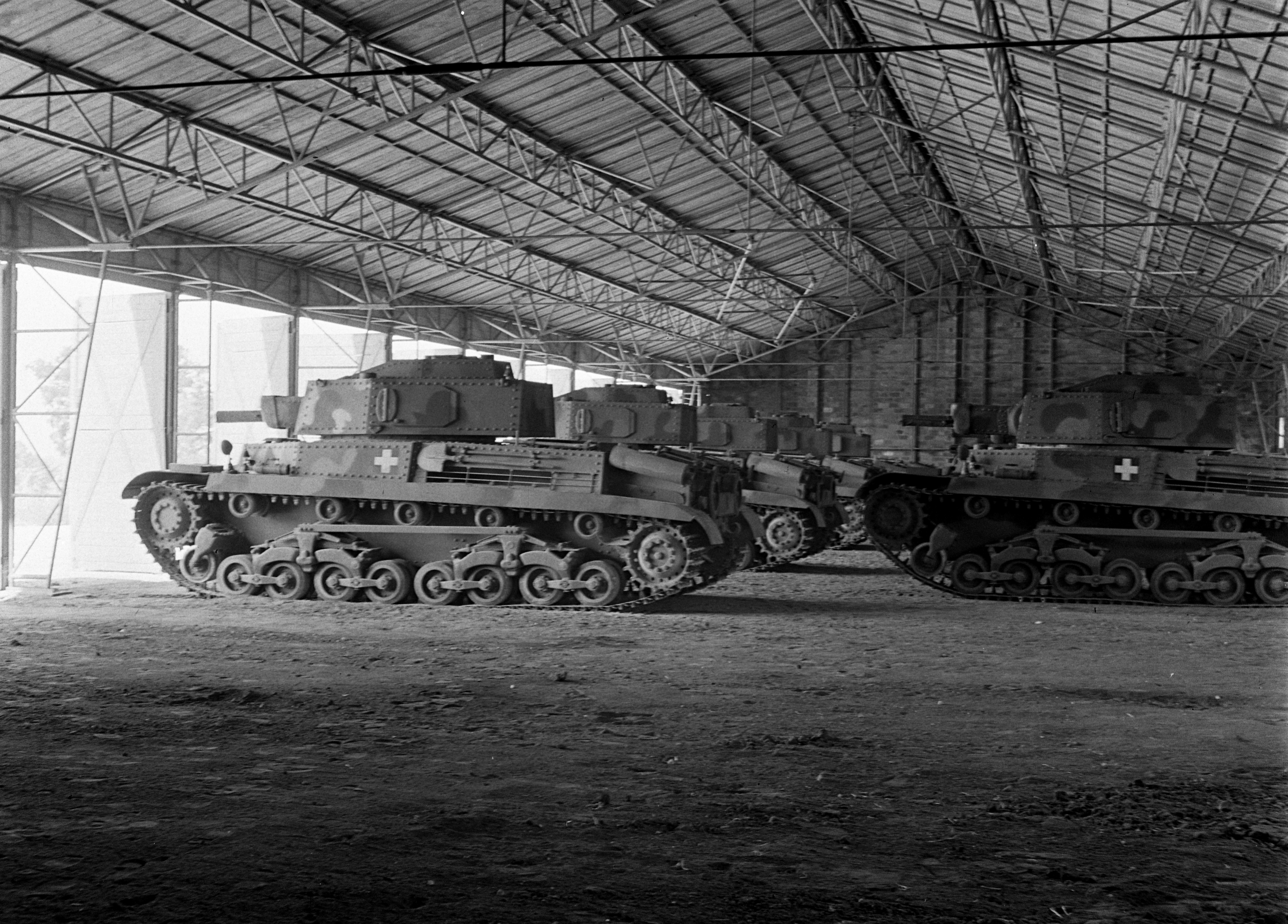
Turán II harckocsik a Magyar Királyi Honvédség raktárában, Mátyásföldön, 1943.
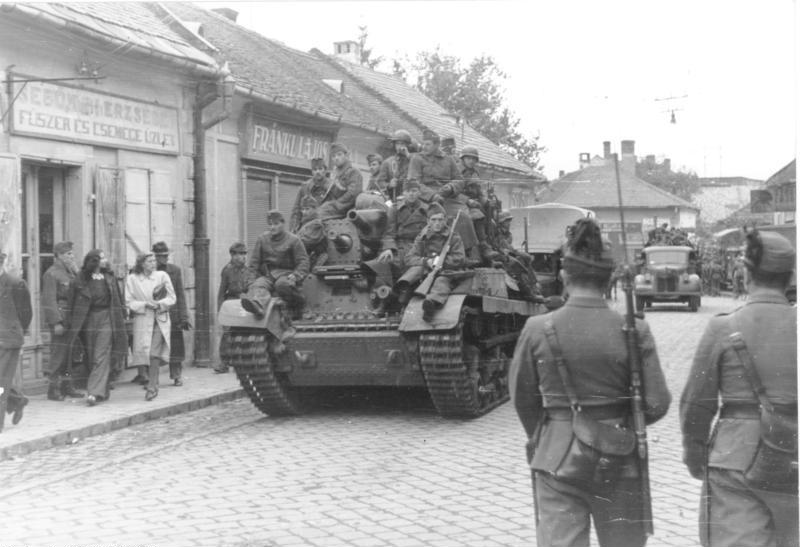
Romániából visszavonuló magyar csapatok Turán II-esen, Tokaj, 1944 augusztus.
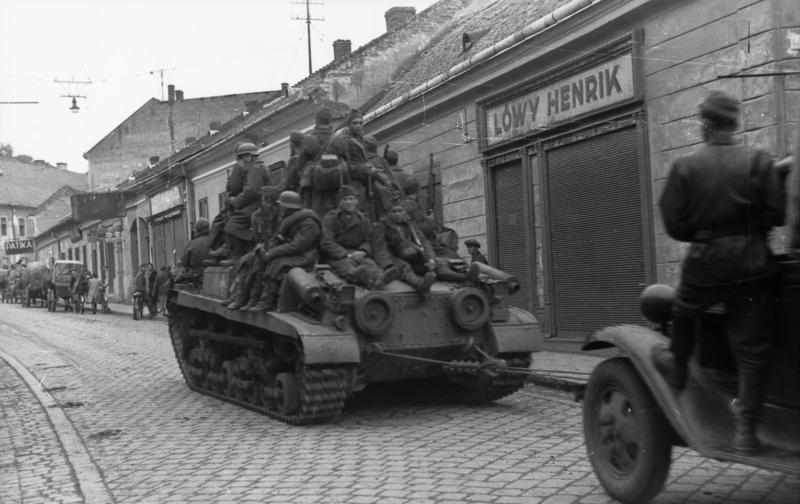
Romániából visszavonuló magyar csapatok Turán II-esen, Tokaj, 1944 augusztus.
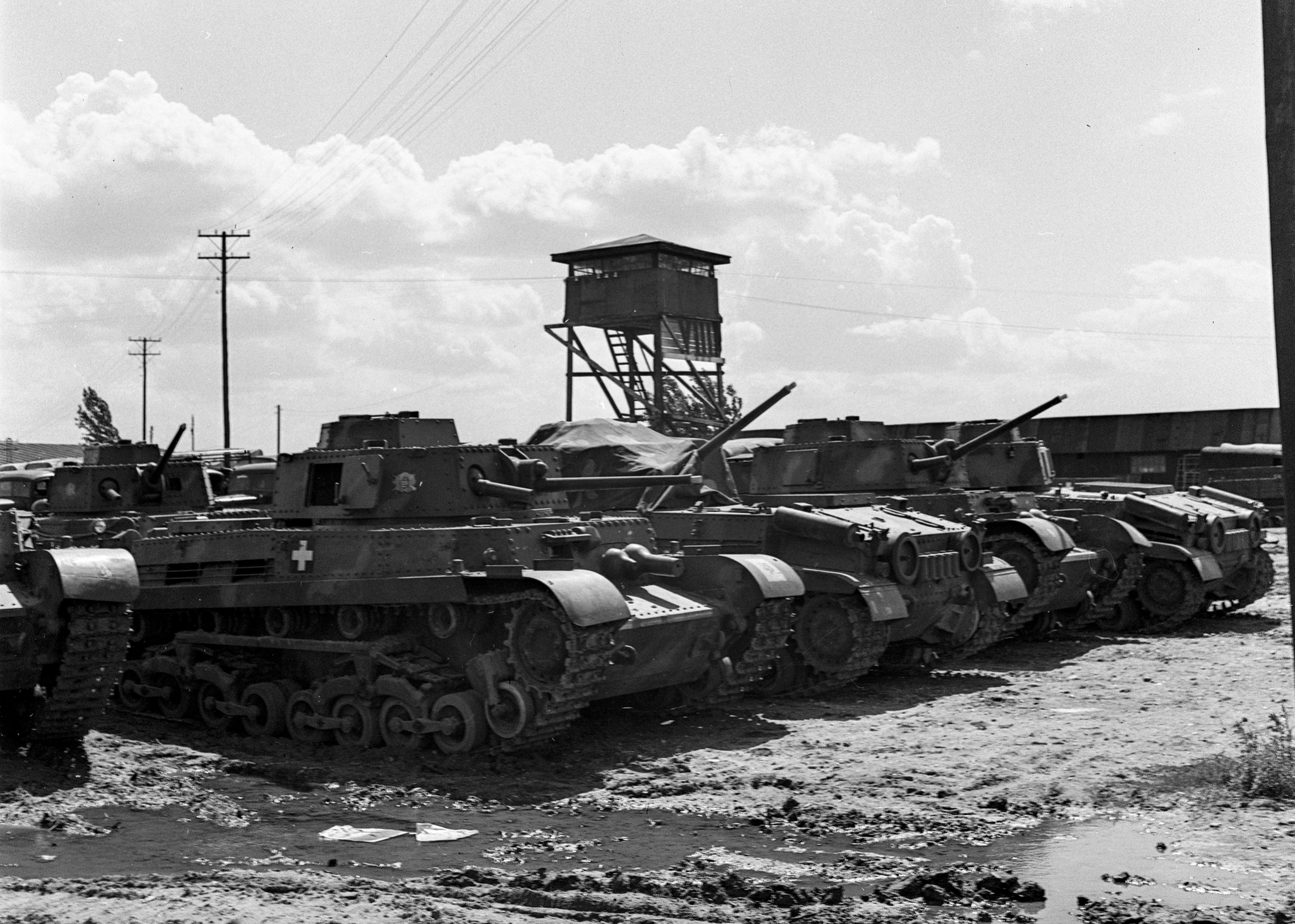
Turán típusú harckocsik a Magyar Királyi Honvéd gépkocsiszertár udvarán (Budapest, Mátyásföld).
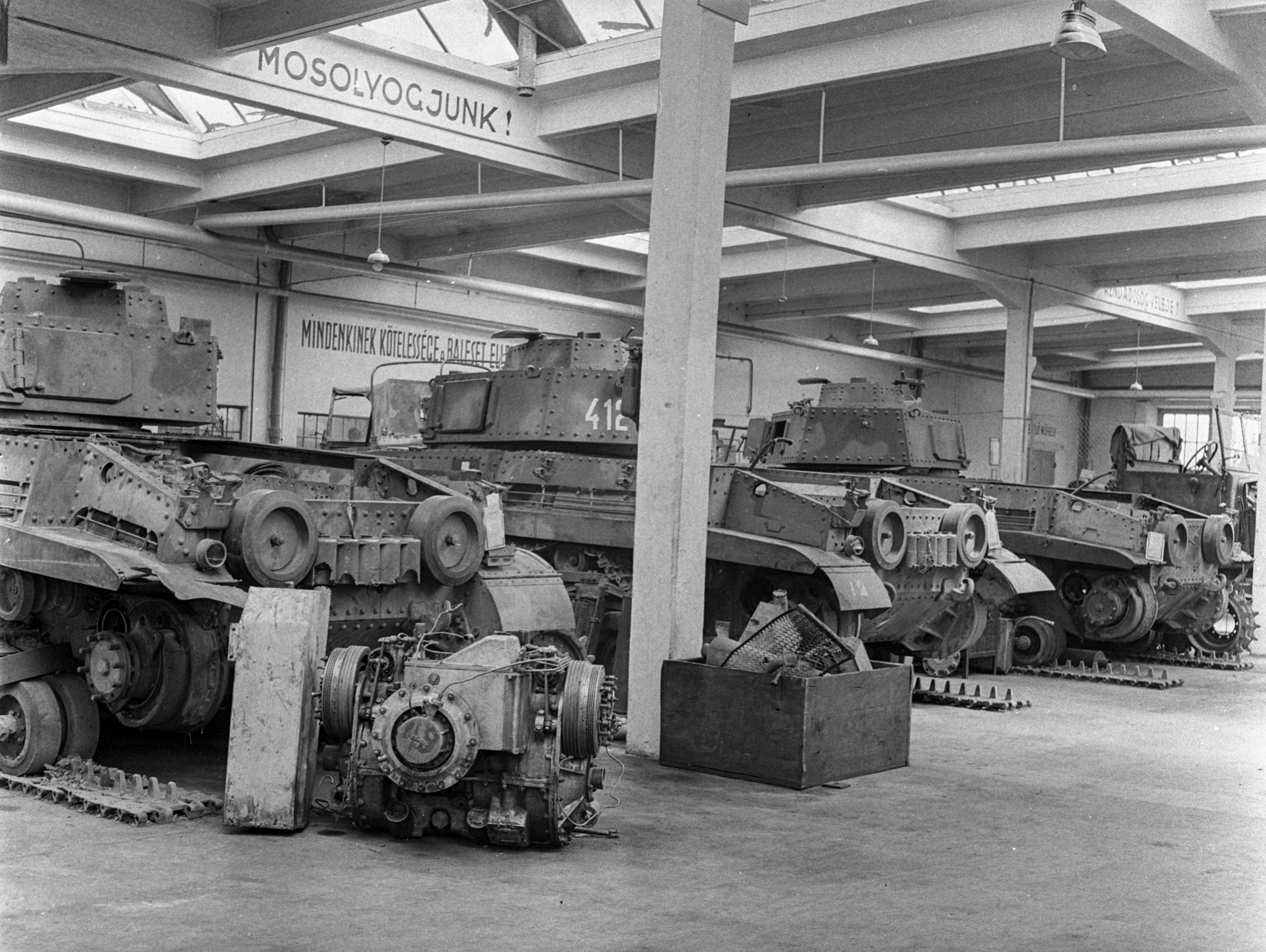
Magyar Királyi Honvéd gépkocsiszertár javító műhelye (Budapest, Mátyásföld).

## Lásd még
- 3-as típusú közepes harckocsi
- M24 Chaffee
- Panzerkampfwagen III